# HD 219891
HD 219891，又名BD+44 4378，SAO 52892、HR 8870，是一颗恒星，视星等为6.5，位于銀經106.3，銀緯-14.73，其B1900.0坐标为赤經23h 14m 19.5s，赤緯+44° -14.73′ 25″。